# Porozów (gmina)
Porozów – dawna gmina wiejska istniejąca do 1939 roku w woj. białostockim (obecnie na Białorusi). Siedzibą gminy był Porozów.
W okresie międzywojennym gmina Porozów należała do powiatu wołkowyskiego w woj. białostockim.
30 grudnia 1922 roku do gminy Porozów przyłączono część obszaru zniesionej gminy Święcica:
- gromada Bobrowniki Wielkie (wieś Bobrowniki Wielkie),
- gromada Hornostajewicze (wieś i folwark Hornostajewicze),
- gromada Kobuzie (wieś i folwark Kobuzie),
- gromada Kowale (wieś Kowale),
- gromada Kusińce (wieś Kusińce),
- gromada Puszczyki (wsie Puszczyki, Hruszczany i Zahorany oraz folwark Walickowszczyzna),
- gromada Sokolniki wieś (wieś Sokolniki I),
- gromada Sokolniki osada (wieś  Sokolniki II),
- gromada Tołoczmany (folwark Tołoczmany);
- gromada Wierobiejki (wsie Wierebiejki  i Bobrowniki Małe),
- gromada Wilejsze (wsie Wilejsze, Downary, Skrebły, oraz folwarki Wilejsze i Skrebły);

Natomiast część obszaru gminy Porozów włączono do gminy Świsłocz:
- gromada Michałki (wsie Michałki Wielkie i Michałki Małe oraz kolonia Izrael)[3].

16 października 1933 gminę Porozów podzielono na 36 gromad: Bierniki, Bobrowniki Wielkie, Bojare, Bojkiewicze, Chrustów, Dzieżkowce, Hornostajewicze, Kobuzie, Kołonna Mała, Kołonna Wielka, Kowale, Kropiwnica, Kulewicze, Kusińce, Leski wieś, Leski os., Lidziany, Mińków, Mosuszyn, Motosze, Narkiewicze, Nowosiółki, Nowy Dwór, Oszczep, Porozów, Pracucicze, Puszczyki, Sokolniki wieś, Sokolniki os., Studzienniki, Szurycze, Telaki, Terespol, Tołoczmany, Wierobiejki i Wilejsze.
Po wojnie obszar gminy Porozów wszedł w struktury administracyjne Związku Radzieckiego.